# Ocotepec, Ahuacuotzingo
Ocotepec är en ort i Mexiko.   Den ligger i kommunen Ahuacuotzingo och delstaten Guerrero, i den sydöstra delen av landet, 190 km söder om huvudstaden Mexico City. Ocotepec ligger 1 623 meter över havet och antalet invånare är 171.
Terrängen runt Ocotepec är kuperad. Runt Ocotepec är det glesbefolkat, med 18 invånare per kvadratkilometer. Närmaste större samhälle är Alpuyecancingo de las Montañas, 6,4 km sydväst om Ocotepec. I omgivningarna runt Ocotepec växer huvudsakligen savannskog.